# Александра Гільдебрандт
Александра Гільдебрандт (нім. Alexandra Hildebrandt, нар. Вайсманн нім. Weissmann;  27 лютого 1959, Київ) — німецька художниця, директорка Берлінського музею стіни, політична діячка та правозахисниця.

## Біографія
Александра Гільдебрандт народилася 27 лютого 1959 року в місті Київ. У 1990 році вона, як вільна художниця, презентувала виставку власних картин у Берліні. У 1995 році вийшла заміж за засновника музею Берлінської стіни та директора Райнера Гільдебрандта. У даний час вона є директором Музею та головою асоціації Arbeitsgemeinschaft. Її визнають у всьому світі за керівництво будівництвом Меморіалу свободи, який був знесений у 2005 році. Основна увага в роботі Александри Гільдебрандт — збереження та просування музею Берлінської стіни, реабілітація жертв режиму НДР та уточнення більшої кількості доль біженців, які постраждали від смерті на кордоні Схід-Захід.
Крім того, вона виступає за всесвітню ненасильницьку боротьбу за права людини. Гільдебрандт наполегливо працювала над тим, щоб забезпечити звільнення Михайла Ходорковського. Спочатку вона розпочала з виставки у своєму музеї, відомому Музеї Берлінської стіни, щоб підвищити обізнаність про долю пана Ходорковського після того, як адвокат та сім'я Ходорковських попросили її допомоги. Вона залучила колишнього міністра закордонних справ Німеччини Ганса-Дітріха Геншера до міжнародної кампанії зі звільнення Ходорковського. У 2013 році Ходорковський був звільнений із в'язниці після відбування близько десяти років.
У Александри Гільдебрандт 10 дітей: двоє старших, Світлана та Артем, від першого шлюбу та вісім дітей від другого. Близнюків Максиміліана та Елізабет Александра народила у 2013 році у 54-річному віці, наступного року на світ з'явилася Александра, потім Леопольд, Анна, Марія та Катаріна. Останню дитину, Філіпа, пані Гільдебрандт народила в 2025 році, у віці 66 років. Факти

## Керівництво музеєм
Музей стіни або «Будинок у Чекпойнт Чарлі» виник у Берліні через кілька місяців після зведення Берлінської стіни неподалік прикордонного контрольно-пропускного пункту між радянським і американським секторами. Його заснував 56-річниій Райнер Гільдебрандт, німецький історик і публіцист, учасник антифашистського руху Опору.
З 2004 року, після смерті Райнера, музеєм керує його вдова Александра Гільдебрандт.

## Медаль імені  Райнера Гільдебрандта
Александра Гільдебрандт заснувала медаль імені свого покійного чоловіка, німецького історика і публіциста, учасника антифашистського руху Опору, одного з засновників Бойової групи проти нелюдськості доктора Райнера Гільдебрандта в 2004 році. Нагорода вручається  кожного року на День прав людини. Лавреатами ставали президент німецького Червоного Хреста, колишній міністр МВС ФРН, прем'єр Ізраїлю Іцхак Рабин, Йоко Оно, дружина Хосні Мубарака Сюзанне, китайські і кубинські активісти, засуджені в своїх країнах, генерал Люсіус Клей, який очолював адміністрацію американської зони окупації післявоєнної Німеччині. Учасниця АТО Ольга Бенда стала першою українкою, яка отримала в Берліні медаль за боротьбу за права людини.

## Відзнаки
У 2004 році вона отримала міжнародну нагороду з прав людини — медаль «Доктор Райнер Гільдебрандт», яка щорічно вручається на знак визнання надзвичайної відданості правам людини. 

## Публікації
- "Es wird viel gewaltsames Sterben geben..Rainer Hildebrandt-Ein Leben für die Freiheit, Biografie Teil 1", 2014, ISBN 978-3-922484-70-7
- Ein Mensch Rainer Hildebrandt – Begegnungen Verl. Haus am Checkpoint Charlie, Berlin 1999, ISBN 3-922484-41-7
- Die Mauer.Zahlen.Daten, Haus am Checkpoint Charlie Verlag, Berlin 2001, ISBN 3-922484-43-3
- "DIE MAUER. Es geschah am Checkpoint Charlie", ISBN 978-3-922484-56-1
- "Geteiltes Deutschland. Grenzschilder", ISBN 978-3-922484-44-8
- "Zitate zur deutschen Teilung, zur MAUER und zur Wiedervereinigung", ISBN 978-3-922484-47-9